# Gare de San Benigno
La gare de San Benigno est une ancienne gare ferroviaire italienne de la ligne de Fossano à Coni, située sur le territoire de la commune de Coni, dans la province de Coni en Piémont.
Gare fermée au service des voyageurs.

## Situation ferroviaire
Établie à 456 mètres d'altitude, la gare fermée de San Benigno est située au point kilométrique (PK) 66,698 de la ligne de Fossano à Coni, entre les gares de Centallo et de Coni.
Les quais et la voie d'évitement sont toujours présents.

## Patrimoine ferroviaire
L'ancien bâtiment voyageurs est toujours présent sur le site de la gare en 2011.